# Miroslav Koštíř
Miroslav Koštíř (* 18. února 1961) je český fotbalový trenér a bývalý prvoligový záložník.

## Hráčská kariéra
V československé lize hrál za Slavii Praha, aniž by skóroval. Ve druhé nejvyšší soutěži hrál za TJ DP Xaverov Horní Počernice.

### Prvoligová bilance
| Ročník             | Zápasy | Góly | Minuty | Nuly             |
| ------------------ | ------ | ---- | ------ | ---------------- |
| I. liga 1979/80    | 2      | 0    | 25     | Slavia IPS Praha |
| CELKEM I. ČS. LIGA | 2      | 0    | 25     |                  |

## Trenérská kariéra
Po skončení hráčské kariéry se stal trenérem.